# Zwierzyniec Towarowy LHS
Zwierzyniec Towarowy LHS – stacja kolejowa w Zwierzyńcu w województwie lubelskim, w Polsce.